# Лауэнен
Лауэнен (нем. Lauenen) — коммуна в Швейцарии, в кантоне Берн. 
Входит в состав округа Занен. Население составляет 820 человек (на 31 декабря 2006 года). Официальный код — 0842.